# رابهييل بوتني
رابهييل بوتني (بالإنجليزية: Raphiael Putney) مواليد 21 أبريل 1990 في فيرمونت، هو لاعب كرة سلة أمريكي. بدأ مسيرته الاحترافية في سنة 2014. يلعب مع يوفي كازيرتا باسكت في ليغا باسكيت الدرجة الأولى. يحمل الرقم 12. يبلغ طوله 6 قدم 10 بوصة (2.1 م). لعب مع نادي الاتحاد السعودي لكرة السلة في الدوري السعودي الممتاز لكرة السلة.

## روابط خارجية
- رابهييل بوتني على موقع سبورتس رفرنس (الإنجليزية)
- رابهييل بوتني على موقع كرة السلة الأوروبية.كوم (الإنجليزية)
- رابهييل بوتني على موقع كلية كرة السلة في سبورتس رفرنس.كوم (الإنجليزية)
- رابهييل بوتني على موقع ريلجم (الإنجليزية)
- رابهييل بوتني على موقع بروبوليرز (الإنجليزية)
- رابهييل بوتني على موقع سبورتس رفرنس (الإنجليزية)
- رابهييل بوتني على موقع سبورتس رفرنس (الإنجليزية)